# Yvon Neptune
Yvon Neptune (Cavaellon, 8 de novembro de 1946) é um político haitiano. Foi primeiro-ministro do Haiti de 2002 até 2004. Ele foi nomeado primeiro-ministro do Haiti pelo presidente Jean-Bertrand Aristide, e assumiu o cargo em 15 de março de 2002 e concluindo mandato em 2004, já trabalhou como presidente do Senado do Haiti. Foi candidato a presidência do Haiti na Eleição presidencial do Haiti de 2010.